# Васкес, Райан
cross wiki spam, already deleted in pt.wp, es.wp und nl.wp en.wp /deletion discussion
Грегорио Рафаэль Васкес Асакон(исп. Gregorio Rafael Vasquez Azacon, род. 20 сентября 1993 год, Барселона (Венесуэла), более известный под сценическим псевдонимом Райан Васкес, — венесуэльский певец и композитор песен.

## Карьера
Он сделал свои первые выступления и записи в 2009 году в качестве участника местной группы в Барселона (Венесуэла). Запись первых песен проходила в домашних студиях.
Певец покинул Венесуэлу в конце 2016 года в Бразилию после своего прогресса, в начале 2020 года певец записался на независимом лейбле в Умайта, Амазонас в глубине Амазонаса.
Его карьера началась в 2019 году в глубине Амазонаса, где он стал новым открытием в муниципалитете Умайта, Амазонас с релизами вместе с бразильскими рэперами и важными участиями, повлиявшими на городскую латиноамериканскую музыку в Бразилии, и является известным артистом в Амазонасе.